# Gaius Fabius
Gaius Fabius, van het vooraanstaande Romeinse geslacht van de Fabia, was een Romeinse soldaat die onder Gaius Julius Caesar van 54 tot 49 v.Chr. als legatus diende tijdens de veroveringscampagnes van Gallië.
In 54 v.Chr. streed hij met zijn troepen tegen de Moriniërs, in 53 v.Chr. nam hij deel aan de veldtocht tegen de Menapiërs en in 52 v.Chr. aan het beleg van Alesia. In 51 v.Chr. werd hij uitgestuurd om Gaius Caninius Rebilus te steunen, die verwikkeld was in de strijd tegen de Pictones. In 49 v.Chr., toen de burgeroorlog tussen Pompeius en Caesar uitbrak, hield hij de Pompeïsche troepen in bedwang in Lerida, Spanje, tot Caesars aankomst. Daarna verdween hij van het historische toneel. Volgens sommige geleerden moet het worden geïdentificeerd met de praetor van 58 v.Chr. en de proconsul van Azië van 57 v.Chr., terwijl het voor anderen moet worden geïdentificeerd met de volkstribuun van 55 v.Chr.. 